# Protonemura gevi

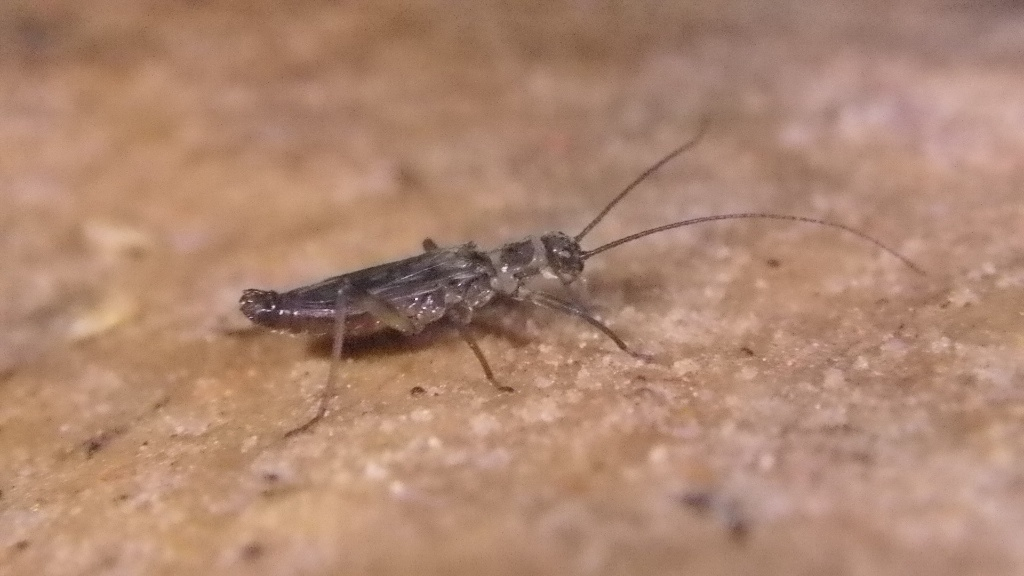
Protonemura gevi, Männchen, von der Seite her gesehen

Protonemura gevi ist eine Steinfliegen-Art aus der Gattung Protonemura. Sie ist bisher ausschließlich aus einer Höhle im Süden Spaniens bekannt. Der gesamte Lebenszyklus dieser Steinfliege von der Larvalentwicklung bis zur Reife läuft in diesem Lebensraum ab.

## Merkmale

### Imagines
Die Imagines von Protonemura gevi zeigen auffällige Merkmale, die als Anpassung an das Höhlenleben als Troglobionten gesehen werden. Dazu zählen die reduzierten Komplexaugen, die in der lichtlosen Umgebung ihres Lebensraums kaum gebraucht werden und die mehr als körperlangen Fühler, die mit ihren Rezeptoren eine erhöhte Tastwahrnehmung ermöglichen und olfaktorische Reize übertragen. Außerdem fällt eine Reduktion der Flügel auf.
Die Männchen sind 6,1–8,0 Millimeter lang, die Weibchen 6,9–8,4 Millimeter. Der Kopf ist gelblich, mit einem braunen Dreieck in der Gegend der Ocellen. Die Fühler sind außer an der gelblich gefärbten Basis sehr dunkel. Die Beine sind gelb mit braunen Querbändern auf den Femures. Das Abdomen ist gelblich, aber die hinteren Segmente sind braun, und zwar ab dem achten Segment bei den Männchen und ab dem neunten Segment bei den Weibchen. Die Cerci sind zylindrisch und an den Enden schmäler als an der Basis. Sie sind im Vergleich zu anderen Arten ziemlich lang.

### Nymphen
Die männlichen Nymphen sind 6 bis 7 Millimeter lang, die weiblichen 8 bis 10 Millimeter. Ihre Körperfarbe ist gelblich braun, die Beine, Antennen und Cerci sind von ähnlicher Farbe, aber heller.
Auf der Unterseite des ersten Brustsegmentes befinden sich sechs zu zwei Dreierbüscheln zusammengefasste Tracheenkiemen. Die Flügelscheiden sind schräg nach hinten gerichtet. Die Tarsenglieder sind auf ihrer Oberseite dunkler als auf der Unterseite.

## Fundort
Der einzige Fundort der Steinfliegen-Art ist die Cueva del Nacimiento del Arroyo de San Blas, die Höhle, in der der Gebirgsbach San Blas entspringt, in der Nähe von Siles einer Gemeinde in der Provinz Jaén, Spanien. Die Höhle ist 60 Meter tief und liegt in 1000 Metern Seehöhe. Es wurden trotz regelmäßiger Untersuchungen keine Nymphen oder adulten Exemplare außerhalb der Höhle gefunden oder in anderen Höhlen der Gegend gefunden. Protonemura gevi scheint für diese Höhle endemisch zu sein.

## Lebensweise
Protonemura ist nach  Leuctra die artenreichste Gattung der Steinfliegen in Europa. Die Larven einiger Arten der Steinfliegen leben in Quellbächen, die aus Höhlen entspringen. Andere, beispielsweise  Populationen von Brachyptera tristis und Nemoura cinerea wurden auch direkt in Höhlengewässern gefunden. Nur selten vollenden Insektenarten ihren gesamten Lebenszyklus in den Höhlen. Protonemura gevi ist nach den bisherigen Forschungsergebnissen eine davon.
Protonemura gevi lebt in vollständiger Dunkelheit bei 67 % Luftfeuchtigkeit, die Wassertemperatur beträgt 11,65 °C im Mittel, mit sehr geringen Schwankungen während des Jahres. Der Mittelwert der Sauerstoffsättigung beträgt 86,76 %. Der steinige Untergrund und die oligotrophen Verhältnisse im Wasser bieten wenige Nährstoffe. Als Nahrung dienen den Steinfliegenlarven in der Nähe des Eingangs, wo es auch Holzreste gibt, hauptsächlich größere organische Partikel sowie Pilzhyphen und Sporen. Im hinteren Teil der Höhle ernähren sie sich von eingetragenem Detritus und tierischem Eiweiß, das von Kadavern, etwa von Fledermäusen, und anderen Tieren stammt. Die Mundwerkzeuge der Steinfliegen lassen es nicht zu, dass sie räuberisch auf Beutefang gehen, um den nährstoffarmen Detritus, der von Wurzeln und durch Wind und Wasser fallweise eingetragene Partikel stammt, durch eiweißreiche tierische Kost aufzubessern.
Wegen der geringen saisonalen Temperaturschwankungen in den stenothermen Höhlen konnte ursprünglich nicht genau gesagt werden, ob die Flugzeit der Steinfliegen wie bei ihren außerhalb der Höhlen lebenden Verwandten in Europa auf die Sommermonate beschränkt ist. Jedenfalls wurden bei Besuchen in der Höhle in den Monaten Juli bis September sowohl Nymphen als auch geschlechtsreife Tiere gefunden. Bei späteren Studien mit monatlichen Aufsammlungen über ein Jahr lang fand man heraus, dass Paarungen während des ganzen Jahres stattfinden, und zwar auf den im hinteren Teil der Höhle aus dem Wasser ragenden Felsen, wo sich die Tiere auch ohne Licht, wahrscheinlich mit Hilfe ihrer Fühler, wahrnehmen können. Rhythmisches Trommeln mit dem Hinterleib, wie es bei einigen anderen Steinfliegen-Arten als Werbungsverhalten beobachtet wurde, konnte bei Protonemura gevi nicht festgestellt werden. Im Wasser befanden sich das ganze Jahr über Nymphen in verschiedenen Wachstumsstadien, es findet also keine saisonal induzierte synchrone Entwicklung in der Höhle statt.

## Systematik und Taxonomie
Der Artname gevi leitet sich von der „Grupo Espeleológico de Villacarillo“ (G.E.V.) ab, einer Gruppe von spanischen Höhlenforschern, welche die Art entdeckt hatte. Schon im Jahr 2002 hatten Manuel Baena und Antonio Pérez Ruiz von der G.E.V. auf das Vorkommen der Steinfliegen in der Höhle aufmerksam gemacht. Die von ihnen gesammelten Exemplare gingen jedoch auf dem Postweg verloren, als sie an die Wissenschaftler der Universität Granada zur Untersuchung geschickt werden sollten. Erst im Juli 2009 gelang wieder eine Aufsammlung von Nymphen und adulten Tieren, die zur Erstbeschreibung der Art im Jahr 2010 führten.
Eine phylogenetische Untersuchung aus dem Jahre 2014 ergab die Wahrscheinlichkeit einer peripatrischen Auseinanderentwicklung der Höhlenart von seinen Verwandten durch glaziale Klimaschwankungen vor rund 1,4 Millionen Jahren. Die am nächsten mit Protonemura gevi verwandte Art scheint Protonemura culmenis aus den Pyrenäen zu sein.